# Matador (US-amerikanische Fernsehserie)
Matador ist eine US-amerikanische Fernsehserie aus dem Jahr 2014, die von Roberto Orci, Andrew Orci, Dan Dworkin und Jay Beattie erdacht wurde. 
Schon vor Ausstrahlung ihrer ersten Staffel, wurde die Serie um eine weitere Staffel, bestehend aus 13 Episoden, verlängert.
Nach Ende der ersten Staffel wurde jedoch verkündet, dass die zweite Staffel wieder abbestellt und die Serie beendet wurde. Als Gründe wurden die fehlenden internationalen Verkäufe ausgemacht, die weit hinter den Erwartungen zurückgeblieben waren.
Bei der ersten und letzten Episode der Staffel führte Robert Rodriguez Regie, welcher Miteigentümer des ausstrahlenden Senders El Rey ist.
Zu einer deutschsprachigen Ausstrahlung kam es bisher nicht.

## Handlung
Tony "Matador" Bravo ist Ermittler bei der DEA, als ihn die CIA um Hilfe bittet. Er soll undercover als Fußballprofi bei den Los Angeles Riots anfangen und sich das Vertrauen von Andrés Galan verdienen.

## Hauptdarsteller
- Gabriel Luna[4] als Tony "Matador" Bravo, Fußballspieler für den Club L.A. Riot und heimlicher CIA-Agent, der gegen Club-Besitzer Galan ermittelt
- Nicky Whelan als Annie Mason, eine CIA-Agentin
- Neil Hopkins als Noah Peacott, ein CIA-Agent
- Alfred Molina[5] als Andrés Galan, Besitzer der L.A. Riot, verwickelt in internationale kriminelle Geschäfte
- Tanc Sade als Alec Holester, Spieler bei L.A. Riot und früherer englischer Nationalspieler, angelehnt an David Beckham und dessen Karriere in den USA

## Produktion und Ausstrahlung
Die Serie ist die zweite drehbuchbasierende Serie des Senders El Rey, welcher von Robert Rodriguez betrieben wird, der bei der ersten und letzten Episode der Staffel Regie führte.